# Poór István
Poór István (Budapest, 1945. április 23. –) magyar filmrendező, forgatókönyvíró. 

## Életútja
A budapesti Közgazdaságtudományi Egyetemen végzett, majd disszidált. Az Egyesült Államokban, a New York Universityn tanult, ahol 1979-ben végzett, s filmrendező lett. 1981-ben a hollywoodi American Film Institute-on is diplomát szerzett, emellett zenei tanulmányokat is folytatott. Rendezőként az Actor's Studióban dolgozott, majd ezt követően Los Angelesben saját színiiskolájában tanított színészetet.

## Filmjei
- 1996: Kölcsönkapott idő
- 1998: Tájkép gyerekkel és csizmával
- 1998: Álom és éjbeomlás

## Ügynöki jelentések
Egyetemi évei alatt happeningeket szervezett, és rendszerellenes beállítottsága miatt is ügynökök figyelték.